# Pesticide à ARN

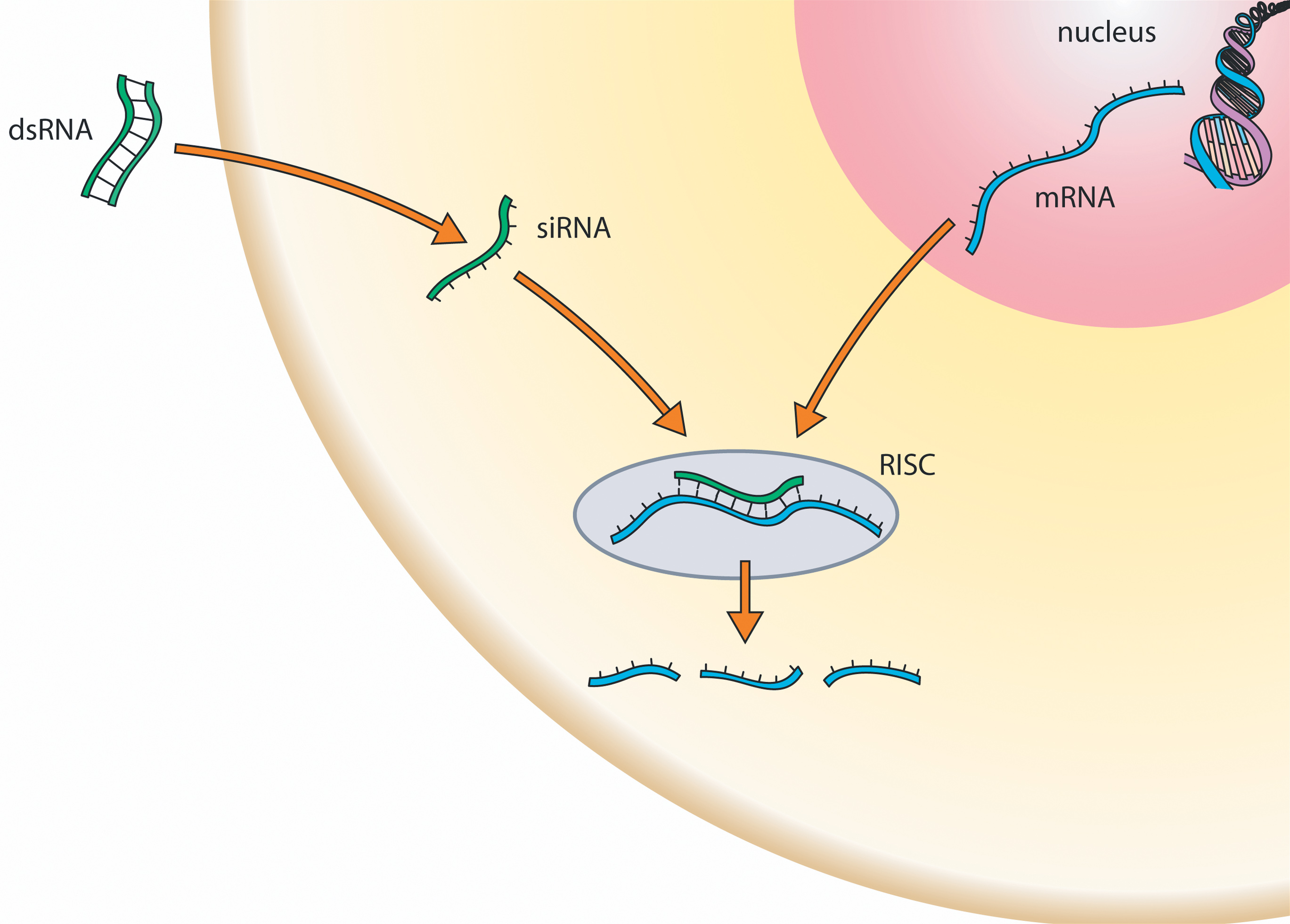
Le brin d'ARNi interfère avec le brin d'ARNm empêchant ou modifiant la transcription en protéine.

Les pesticides à ARN ou spray à ARN sont des pesticides qui utilisent l'extinction de gène et l'interférence par ARN.

## Historique
En 1998, il a été constaté que l'ARN double-brin injecté dans des vers influençait la séquence de gènes de telle manière qu'ils n'étaient plus exprimés. D'une manière surprenante, les gènes étaient également réduits au silence lorsque les vers avaient directement ingéré les double-brins d'ARN. Steven Whyard, du CSIRO d'Entomologie, a ensuite essayé avec des insectes. À sa grande surprise, les résultats ont été prometteurs. À la suite de quoi, la technologie a été brevetée et en 2006, elle a été utilisée pour la première fois comme pesticides.
L'interférence par ARN a déjà prouvé son utilité dans la recherche génomique fonctionnelle sur les insectes et possède un potentiel considérable pour le contrôle des insectes nuisibles.

## Contexte
Les insectes nuisibles seuls coûtent des milliards de dollars en pertes de cultures et en insecticides. Avec l'apparition de résistances aux insecticides chimiques, la recherche s'oriente vers des stratégies alternatives de lutte antiparasitaire.

## Principe
L'extinction de gène par les petits ARN interférents (ARNi) est un mécanisme de défense naturelle des plantes. Les brins d'ARN empêchent l'expression de protéines ciblées conduisant à la déperdition de l'organisme. De nombreuses études indiquent que l'inhibition de gènes ciblés par l'interférence de l'ARN peut entraîner la mort des insectes. Les spray à ARN sont extrêmement ciblés et ne modifient pas l'ADN des plantes si l'ARNi est répandu mécaniquement. Une autre stratégie est de modifier génétiquement la plante pour qu'elle produisent elle-même des ARNi. Les ARNi sont déjà employés dans la lutte contre les virus, les bactéries et les nématodes.
Deux voies d'absorption de l'ARN bicaténaire par les insectes sont possibles : par voie transmembranaire basé sur la protéine SID-1 de Caenorhabditis elegans et par un mécanisme alternatif utilisant reposant sur l'endocytose. L'ARNi est soit injecté (ce qui est uniquement possible en laboratoire), soit directement ingéré par les insectes.
La sélection des gènes permettant de tuer les parasites et le transport des brins d'ARNi jusqu'à leur cible sont les deux défis majeurs de cette technologie.

## Avantages et risques
Les sprays à ARN présentent l'avantage de pouvoir être utilisés pour virtuellement tous les types de nuisibles (champignons, insectes, plantes). Leur coût est moins élevé que les OGM par exemple.
L'interférence par l'ARN serait une stratégie alternative prometteuse pour une lutte antiparasitaire plus respectueuse de l'environnement.
Toutefois, le devenir des ARN n'est cependant pas complètement clarifié. Il semblerait notamment qu'ils pourraient se retrouver chez l'homme après consommation. Par ailleurs, il n’y a pas assez d’études aujourd’hui pour correctement évaluer ces nouveaux pesticides, et les tests d’innocuité n’ont pas été délivrés ; malgré cela, plusieurs députés poussent en Europe pour classer ces produits dans la catégorie des produits "naturels".
L'association Pollinis, notamment, a publié le mardi 20 juin 2023 une étude suggérant que ces produits pourraient avoir des effets sur pas moins de 136 espèces de pollinisateurs dont les séquences génétiques sont extrêmement proches des parasites ciblés, dont l'abeille mellifère européenne, le bourdon des prés, le papillon belle-dame ou encore le papillon monarque.

## Exemples
- Monsanto et Devgen ont développé un système d'extinction de gène contre Diabrotica virgifera
- Devgen a développé un système d'extinction de gène contre le Doryphore de la pomme de terre (Leptinotarsa decemlineata)